# Bühlerzell
Bühlerzell település Németországban, azon belül Baden-Württembergben. Lakosainak száma 2129 fő (2023. december 31.).

## Népesség
| Lakosok száma | 1574 | 1763 | 1712 | 1706 | 1759 | 1957 | 1994 | 2051 | 2017 | 2129 |
|               | 1961 | 1967 | 1974 | 1980 | 1987 | 1993 | 2000 | 2006 | 2013 | 2023 |